# 高岡電報電話局

高岡電報電話局

高岡電報電話局伏木分局（旧伏木電報電話局）

高岡電報電話局（たかおかでんぽうでんわきょく）は、富山県高岡市木舟町にあった電報電話局。公社時代は北陸電気通信局富山電気通信部の管轄下にあった。

## 概要
高岡電報電話局は1949年（昭和24年）6月1日に高岡電話局と高岡電信局を統合して開設された。その前身は1947年（昭和22年）12月11日設置の高岡電話局と1949年（昭和24年）2月21日設置の高岡電信局であり、いずれもそれまで高岡郵便局が担ってきた電気通信業務を承継したものであった。開設以来、その所在地は高岡市御馬出町であったが、その局舎は狭隘であり電話交換台の増設が困難で加入者増加に対応し得ないため、高岡市及び電々公社はその移転のため、同市利屋町（当時）の聖安寺へ敷地の明渡しを要請し、1958年（昭和33年）4月に同寺より3,778平米の敷地を取得した。1960年（昭和35年）3月25日に起工式を行い、1962年（昭和37年）7月15日に鉄筋地下一階、地上四階の局舎が完成した。同時に高岡電報電話局及び伏木電報電話局管内の電話交換方式はクロスバー自動交換式となり、伏木電報電話局は高岡電報電話局の伏木分局へ改組され、また磁石式交換を行っていた立野郵便局の電話交換事務を承継した。この統合以降も高岡市においては石堤郵便局が磁石式電話交換を行っていたが、1965年（昭和40年）3月16日にその事務を承継した。1966年（昭和41年）2月10日に高岡市へ吸収合併された旧西礪波郡戸出町においては、1967年（昭和42年）3月25日に戸出郵便局から電話交換及び和文電報配達事務を承継して、戸出電報電話局が設置され、戸出駅前通りに局舎が新築されたが、1971年（昭和46年）12月1日にこれを廃止し、以降同報話局の業務は高岡電報電話局が承継した。1985年（昭和60年）4月1日の民営化後もしばらく高岡電報電話局の名称が用いられたが、1989年（平成元年）4月1日より全国的に電話局及び電報電話局は支店、あるいは営業所と改称された。
1964年（昭和39年）当時は内部機構として運用部及び施設部の二部を有し、運用部の下に電報課、第一電話運用課、第二電話運用課及び自動運用課、施設部の下に第一線路宅内課、第二線路宅内課、第一機械課、第二機械課、電信機械課、試験課及び電力課、また部に属しない課として加入課、料金課、計理課、労務厚生課及び庶務課を有した。また、伏木分局の下には伏木分局業務課及び伏木分局施設課があった。

## 歴史

### 高岡電話局及び高岡電信局
- 1947年（昭和22年）12月11日 - 高岡市御馬出町に高岡電話局を置き、高岡郵便局より郵便局にて取扱う電話通話事務を除く電話事務を承継する[4][5][2]。
- 1949年（昭和24年）
  - 2月21日 - 高岡市御馬出町に高岡電信局を置き、高岡郵便局より電信事務を承継する[6][2]。
  - 3月 - 電話交換方式を共電式に変更する[24]。

### 高岡電報電話局
- 1949年（昭和24年）6月1日 - 高岡電話局と高岡電信局を統合し高岡電報電話局を置く[2][3]。
- 1951年（昭和26年）11月1日 - 高岡 - 伏木 - 新湊間において即時通話を開始する[25]。
- 1954年（昭和29年）
  - 3月25日 - 金沢電報局において電報中継機械化[26]を実施し、高岡電報電話局はその加入局となる[27]。
  - 4月1日 - 電話料金度数制を実施する[28]。
- 1955年（昭和30年）
  - 6月1日 - 天気予報の提供を開始する[29]。
  - 9月1日 - 新湊中伏木郵便局において電報配達事務を廃止し、その事務を高岡電報電話局及び新湊電報電話局が承継する[30]。
- 1958年（昭和33年）
  - 4月 - 聖安寺（高岡市利屋町）がその敷地3,778平米を高岡電報電話局の建設用地として譲る[7]。
  - 8月29日 - 戸出郵便局から市外電話を集中する[31]。
  - 10月10日 - 高岡郵便局より電信為替の業務の一部[32]の委託を受ける[33]。
- 1960年（昭和35年）3月25日 - 新局舎建設の起工式を行う[11]。
- 1962年（昭和37年）
  - 6月1日 - 大門郵便局、戸出郵便局、福岡郵便局及び中田郵便局より国際電報受付及び配達事務を承継する[34]。
  - 8月1日 - 大門郵便局、戸出郵便局、福岡郵便局及び中田郵便局より国内欧文電報受付及び配達事務を承継する[35]。
  - 7月15日 - 新局舎が完成し、電話交換方式をクロスバー自動交換式に改める[10]。伏木電報電話局を廃止に伴い、同報話局を高岡電報電話局伏木分局へ改組する[12][13]。立野郵便局において電話交換事務を廃止し、その事務を承継する[14]。
- 1963年（昭和38年）11月10日 - 大門郵便局において簡易な電話加入事務を除く電話交換及び和文電報配達事務を廃止し、電話交換事務は大門電話局、和文電報配達事務は高岡電報電話局、新湊電報電話局及び小杉電報電話局が承継する[36]。
- 1964年（昭和39年）11月24日 - 島尾郵便局において和文電報配達事務を廃止し、その事務を氷見電報電話局及び高岡電報電話局伏木分局が承継する[37]。
- 1965年（昭和40年）3月16日 - 石堤郵便局において電話交換事務を廃止し、その事務を承継する[16]。
- 1968年（昭和43年）8月24日 - 立野郵便局において和文電報配達事務を廃止し、その事務を高岡電報電話局、富山福岡電報電話局及び戸出電報電話局が承継する[38]。
- 1970年（昭和45年）
  - 5月 - 立野電話交換局が完成する[39]。
  - 7月24日 - 中田郵便局において電話交換及び和文電報配達事務を廃止し、電話交換事務については高岡電報電話局、和文電報配達事務については戸出電報電話局及び栴檀野電報電話局が承継する[40]。
- 1971年（昭和46年）12月1日 - 戸出電報電話局を廃止し、その業務を承継する[20][21]。
- 1985年（昭和60年）4月1日 - 電電改革により日本電信電話公社は民営化され、日本電信電話株式会社が発足する[41]。
- 1988年（昭和63年）12月19日 - 電子計算機を用いた電子番号案内システム「ANGEL」の稼働を開始する[42]。
- 1989年（平成元年）4月1日 - 各電話局はその名称を廃止し、支店、あるいは営業所等と改称される[23]。

### 伏木電報電話局
- 1949年（昭和24年）6月1日 - 伏木電報電話局を開設する[3]。
- 1958年（昭和33年）10月10日 - 伏木郵便局より電信為替の業務の一部[32]の委託を受ける[33]。
- 1962年（昭和37年）7月15日 - 伏木電報電話局を廃止し、その電話交換方式をクロスバー自動交換式に改め、高岡電報電話局伏木分局へ改組する[12][13]。
- 1972年（昭和47年）2月10日 - 昭和33年郵政省告示第989号より伏木電報電話局を削除する[43]。

### 戸出電報電話局
- 1967年（昭和42年）3月25日 - 戸出電報電話局を置き、戸出郵便局の電話交換及び和文電報配達事務を承継する[18][19]。昭和33年郵政省告示第989号に戸出電報電話局を加え、戸出郵便局より電信為替の業務の一部[32]の委託を受ける[44]。
- 1968年（昭和43年）8月24日 - 立野郵便局において和文電報配達事務を廃止し、その事務を高岡電報電話局、富山福岡電報電話局及び戸出電報電話局が承継する[38]。
- 1970年（昭和45年）7月24日 - 中田郵便局において電話交換及び和文電報配達事務を廃止し、電話交換事務については高岡電報電話局、和文電報配達事務については戸出電報電話局及び栴檀野電報電話局が承継する[40]。
- 1971年（昭和46年）12月1日 - 戸出電報電話局を廃止し、その業務を高岡電報電話局が承継する[20][21]。昭和33年郵政省告示第989号より戸出電報電話局を削除する[45]。